# Monterey Bay Aquarium Research Institute

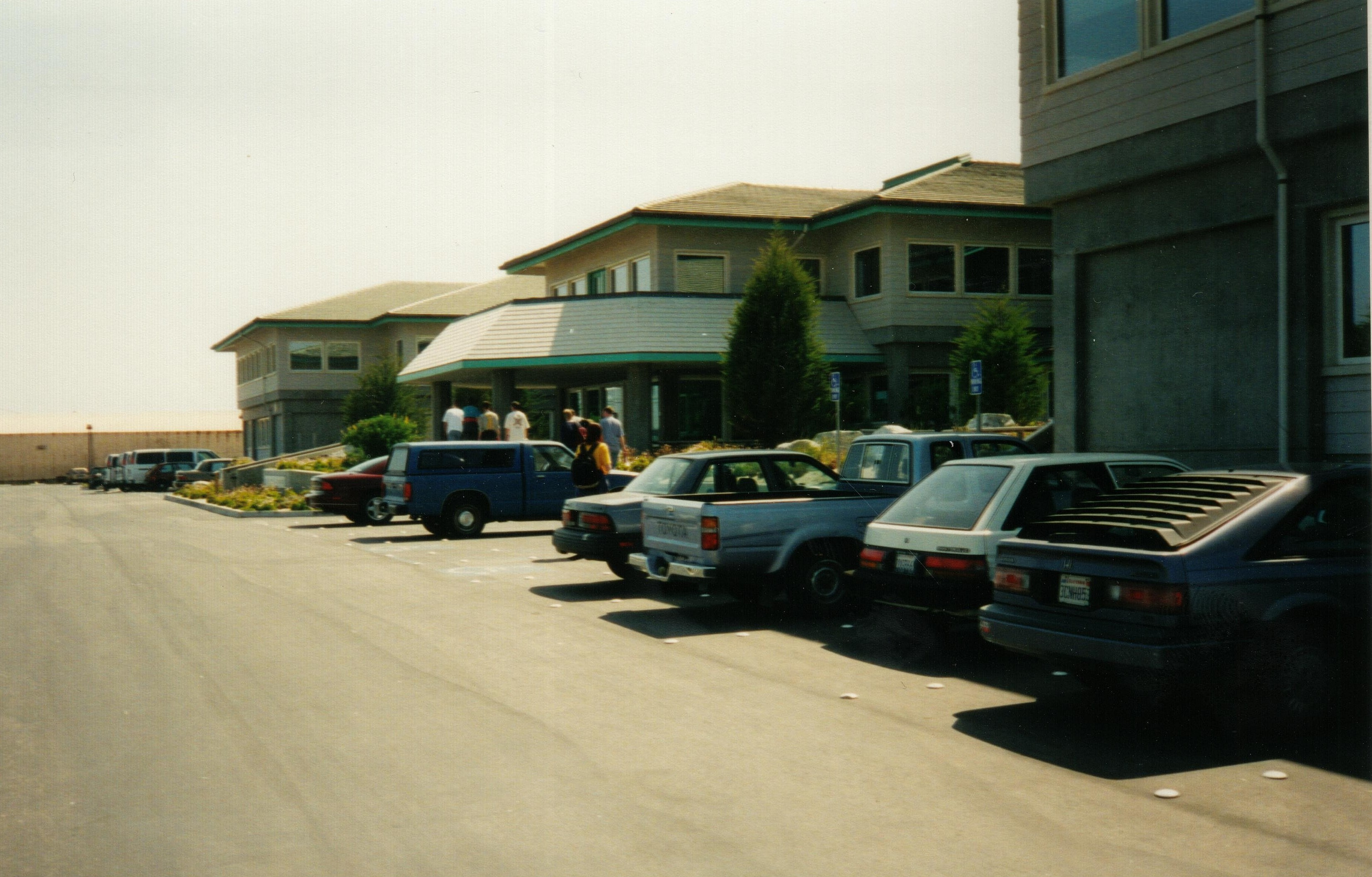
Haupteingang des MBARI in Moss Landing

Das Monterey Bay Aquarium Research Institute (MBARI) ist ein meereskundliches Forschungsinstitut, das sich in Moss Landing an der kalifornischen Pazifikküste der USA befindet. Das Institut wurde von der David and Lucile Packard Foundation als private Stiftung und Non-Profit-Organisation gegründet. Nachdem im Jahr 1984 das Monterey Bay Aquarium mit Hilfe einer Spende von David Packard erbaut werden konnte, wurde das Institut im Jahre 1987 als wissenschaftlicher Teil des Aquariums gegründet.
Präsidentin und CEO des MBARI ist seit Frühjahr 2025 Antje Boetius, zuvor wissenschaftliche Direktorin des Alfred-Wegener-Instituts in Bremerhaven.

## Auftrag
Der Auftrag ist es, eine Spitzenposition in der Meereskunde und den marinen Technologien in der Welt zu erreichen und behalten. Dies soll durch die Entwicklung von besseren Instrumenten und Methoden zur wissenschaftlichen Erforschung der tiefen Ozeane erreicht werden. MBARI betont das Gleichgewicht zwischen Ingenieuren und Wissenschaftlern als Grundprinzip seines Handelns. Alle Aktivitäten vom MBARI müssen durch hervorragende Leistung, Innovation und Visionen gekennzeichnet sein. (David Packard, MBARI Gründer)

## Institut
Am Institut sind etwa 220 Wissenschaftler, Ingenieure, Techniker und Verwaltungs- und Betriebspersonal angestellt. Das Institut hat einen jährlichen Etat von ungefähr 47 Millionen US-Dollar. Geforscht wird sowohl theoretisch als auch anwendungs- und methodenorientiert, unter anderem in den Bereichen marine Biologie, marine Chemie, marine Geologie, physikalische Meereskunde und marine Technologien. Schwerpunkte liegen in den Themenbereichen Molekularbiologie, Biolumineszenz, Prozesse am Meeresboden und in Meeresschluchten sowie globale Klimaveränderung. Weitere Schwerpunkte liegen im Betrieb der Remotely Operated Vehicle, in der Entwicklung von Geräten zur chemischen Analyse im Ozean und in der Informatik. Aufgrund seiner Ausstattung ist es im MBARI möglich, eigene Entwicklungen durchzuführen oder zu verbessern. Das MBARI und das Monterey Bay Aquarium sind zwei getrennte Institute, die allerdings sehr eng in Wissenschaft und Ausbildung zusammenarbeiten.
Die Lage des Instituts an der Monterey Bay wurde gewählt, da sich hier der Anfang des Monterey Canyons befindet. Dieser Ozeancanyon hat eine Länge von etwa 153 km und erreicht Tiefen von bis zu 3600 Metern, ist damit in seinen Ausmaßen mit dem Grand Canyon an Land vergleichbar. Aufgrund der vorherrschenden Strömungsverhältnisse konnten sich hier sehr viele unterschiedliche biologische Gemeinschaften auf sehr kurzen Distanzen ausbilden. Des Weiteren ist auch die Cascadia-Subduktionszone, die parallel zur Küste verläuft gut vom Institut zu erreichen.

## Forschungsschiffe

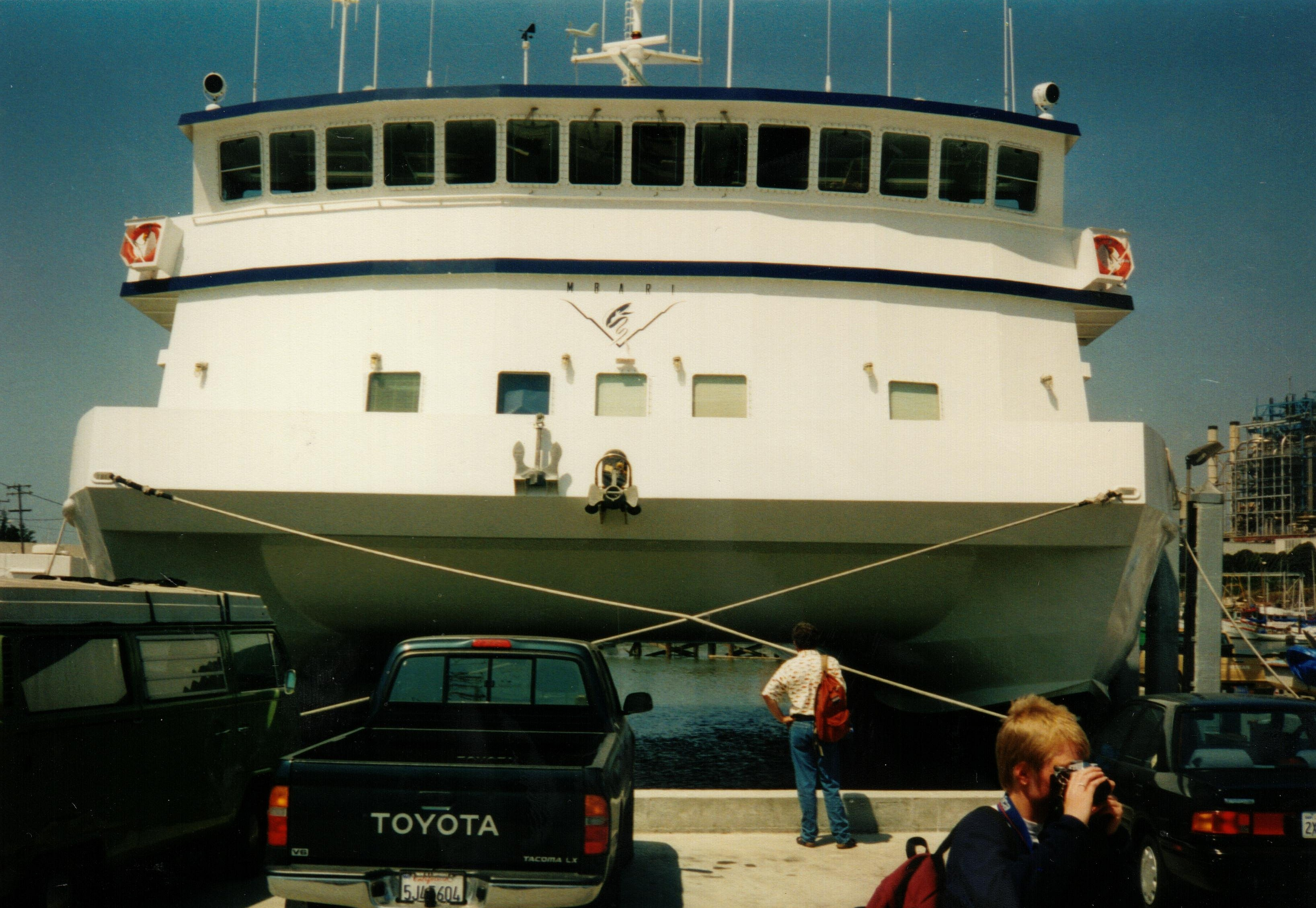
Forschungsschiff Western Flyer am MBARI-Pier

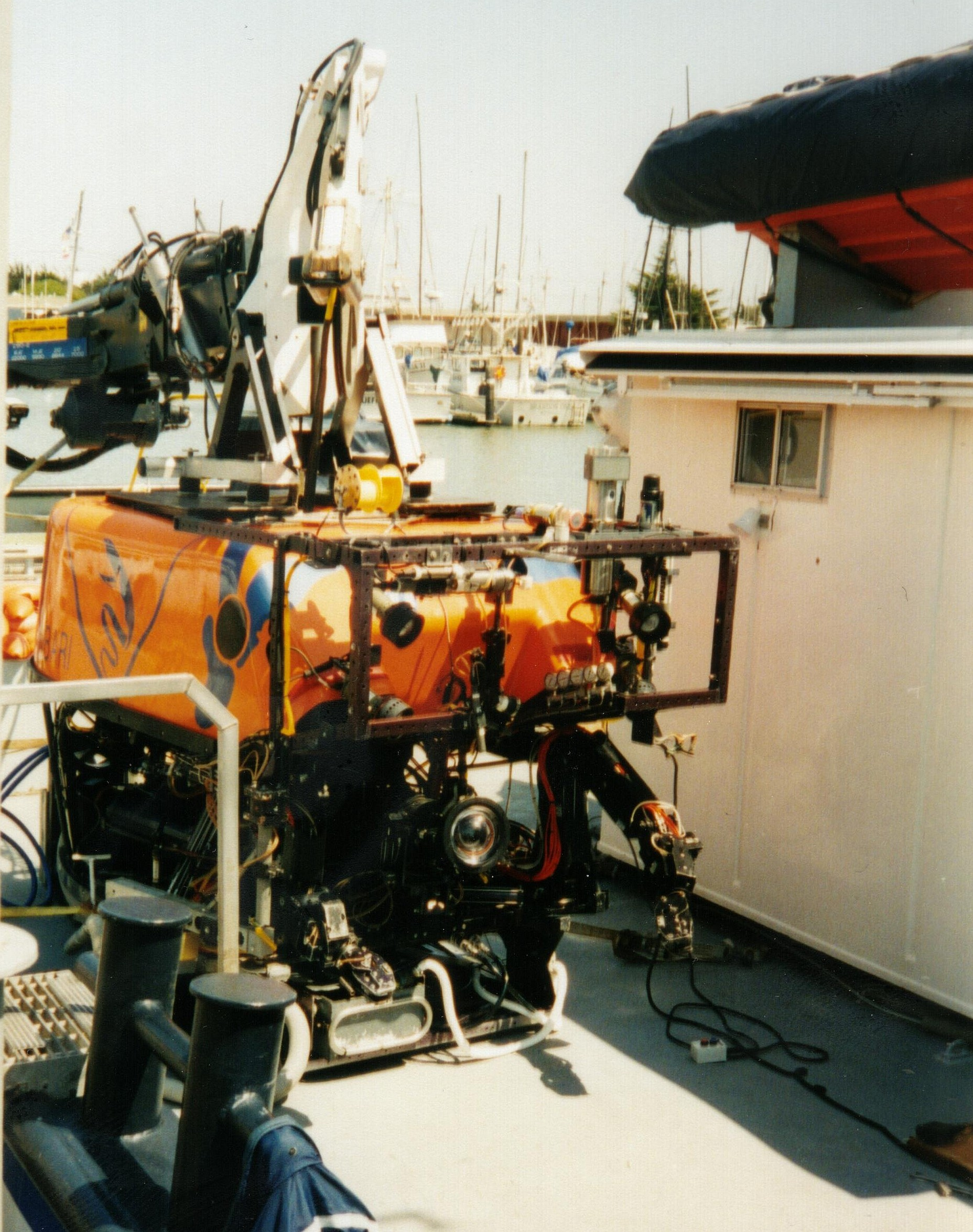
ROV Ventana an Bord des MBARI-Forschungsschiffs Point Lobos

Dem Institut stehen mit der R/V Western Flyer, der R/V Point Lobos und der R/V Zephyr drei Forschungsschiffe zur Verfügung. Zwei der Schiffe sind speziell für den Einsatz von Remotely Operated Vehicles (ROV) ausgerichtet. Das Doppelrumpfschiff (Katamaran) Western Flyer ist die Basis für den ROV Doc Ricketts. Dieser wird in der Schiffsmitte zu Wasser gelassen und kann in Tiefen bis zu vier Kilometern operieren. Das Vorgängermodell, der ROV Tiburon, der im MBARI im Jahr 1996 entwickelt wurde, wurde im Jahre 2009 nach weit über 3000 Tauchgängen außer Dienst gestellt.
Auf dem Schiff Point Lobos ist der ROV Ventana stationiert, der im Jahr 1988 seinen ersten Tauchgang absolvierte und bis in eine Tiefe von 1,8 Kilometern arbeiten kann. Solange sich die Schiffe in der Bucht befinden, ist es über ein Kommunikationssystem möglich, die Kamerabilder der eingesetzten ROV live im Institut zu empfangen.
Das Forschungsschiff Zephyr wird vor allem zum Ausbringen und Einholen von Autonomous Underwater Vehicle, Verankerungen und anderen ozeanographischen Geräten verwendet.

## Weitere Aktivitäten

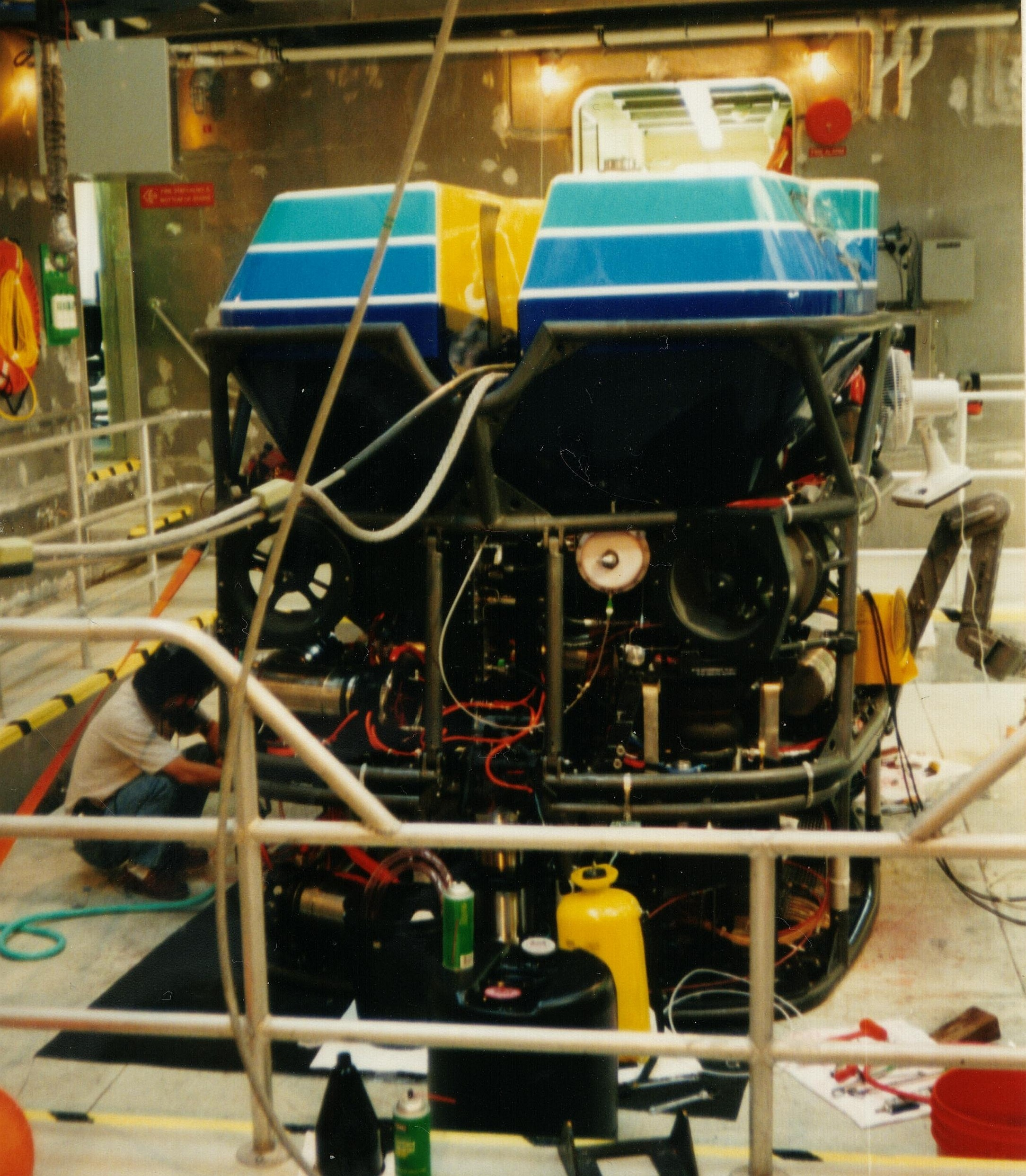
Der inzwischen außer Dienst gestellte ROV Tiburon in seiner Montagehalle auf der Western Flyer

Das Institut hat zwei Netzwerke in der Monterey Bay und unterhalb des Kontinentalschelfs installiert. Die Schaltzentrale des Monterey Accelerated Research System (MARS) wird über ein 52 Kilometer langes Tiefseekabel von Land mit Strom versorgt. Dort können in Tiefen von etwa 900 Metern Instrumente angeschlossen werden, die Langzeitbeobachtungen am Boden oder in der Wassersäule ermöglichen. Die Daten gelangen über Glasfaserkabel direkt ins Institut. In der Tiefsee, in der Nähe des Endes des Monterey Canyon wurde das Monterey Ocean Observing System (MOOS) installiert. Über eine Boje an der Meeresoberfläche, die mit einer Solaranlage und Satellitenkommunikation ausgestattet ist, wird die Schaltzentrale am Meeresboden mit Strom versorgt und der Datenaustausch mit dem Institut ermöglicht. Mit diesem System kann unter anderem der Fluss von partikulärem organischen Material auf den Tiefseeboden über längere Zeiträume gemessen werden.

## Bibliothek
Zum MBARI gehört die gemeinsame Bibliothek des MBARI und des Moss Landing Marine Laboratories (MLML) mit einem Bestand von etwa 15.000 Monographien und etwa 120 regelmäßig erscheinenden Zeitschriften. Die Bibliothek ist auf die Gebiete marine Wissenschaften marine Ingenieurwissenschaften spezialisiert. Der Öffentlichkeit steht die Bibliothek nur nach Anmeldung beim MLML zur Verfügung.